# Ngongotaha Valley
Das Ngongotahā Valley (Ngongotahā-Tal) ist ein westlich von Rotorua im Zentrum der neuseeländischen Nordinsel gelegenes Tal, das vom Ngongotahā-Bach durchflossen wird. Die Quellregion des Bachs wurden 1939 landschaftsarchitektonisch gestaltet und als Paradise Valley Springs für den Tourismus erschlossen. Die Hauptstraße ins Tal ist die Paradise Valley Road, von der verschiedene Privatwege abzweigen.
Der Ngongotahā Berg (Te reo Māori Ngongotahā Maunga, engl. Mount Ngongotahā) erhebt sich in seinem Gipfel 757 Meter ü.NN. Am Berghang verkehrt eine Gondelbahn, an einer Bergflanke befindet sich eine Rodelbahn. Die Bachquellen sind noch immer zugänglich und mittlerweile von einem Wildpark umgeben. Eine weitere Besucherattraktion an den Hängen des Ngongotahā Berges ist das Wingspan National Bird of Prey Centre. Es ist eine Aufzuchtanlage für Greifvögel und ein Besucherzentrum, das in das Leben der Vögel und die Falknerei Einblick gewährt. Wingspan betreibt Artenschutz sowie Bildungs- und Forschungsaktivitäten im Zusammenhang mit Greifvögeln in Neuseeland und bietet Falknereivorführungen an.
Den Bach bevölkern u. a. Forellen und Aale; er ist streckenweise von natürlichem Urwald umgeben. Die niedrigen Lagen des Bachtals sind anfällig für Überschwemmungen. Ein gemeinsames Projekt des Bay of Plenty Regional Council und des Rotorua Lakes Council zur Verringerung des Risikos künftiger Überschwemmungen befindet sich im Aufbau, wobei darauf geachtet wird, die Ökosysteme des Baches weitestgehend zu erhalten.
Das statistische Gebiet des Ngongotahā-Tals, zu dem auch Mamaku gehört, umfasst 177,50 km² (68,53 Quadratmeilen) und hatte im Juni 2024 eine Bevölkerung von 1.720 Einwohnern bei einer Bevölkerungsdichte von 9,7 Personen pro km². Ca. 30 % der Einwohner sind Māori.
Der bekannte neuseeländische Dichter und Akademiker Terry Locke lebt seit seiner Pensionierung im Ngongotahā-Tal.